# Công tước xứ Somerset
Công tước xứ Somerset (tiếng Anh: Duke of Somerset) là một tước hiệu quý tộc đã được tạo ra 5 lần, thuộc Đẳng cấp quý tộc Anh. Nó đặc biệt gắn liền với 2 gia tộc: Nhà Beaufort, đã giữ tước hiệu từ khi nó được tạo ra lần thứ 2 vào năm 1448, và Nhà Seymour giữ tước hiệu khi nó được tạo ra lần thứ 4 vào năm 1547, tên gọi của tước hiệu được đặt theo tên của hạt Somerset, đơn vị hành chính ở Tây Nam đảo Anh. Người nắm giữ danh hiệu Công tước Somerset đầu tiên đã tạo ra tước hiệu cho chính mình, với tư cách là Bảo hộ công của Vương quốc Anh, theo ý muốn của cháu trai Vua Edward VI của Anh.
Tước hiệu phụ duy nhất của Công tước xứ Somerset hiện tại là Nam tước xứ Seymour, được con trai cả và người thừa kế của công tước sử dụng như một tước hiệu lịch sự. Danh hiệu lịch sự này là thứ hạng thấp nhất trong tất cả những người thừa kế các công quốc ở các cấp bậc trên Quần đảo Anh, tuy nhiên quyền ưu tiên của người nắm giữ cao hơn tước vị Nam tước, do tính lịch sử lâu dài của Công tước xứ Somerset (người duy nhất không thuộc hoàng gia được phong công tước là Công tước xứ Norfolk).
Một số danh hiệu khác đã được trao cho các công tước xứ Somerset, nhưng đã mất hiệu lực do tuyệt tự dòng thừa kế nam hoặc bị hoàng gia tước bỏ. Chúng bao gồm: Bá tước xứ Kendal (tạo năm 1443, mất hiệu lực vào năm 1444), Bá tước xứ Somerset (tạo năm 1397, mất hiệu lực vào năm 1461), Hầu tước xứ Dorset (tạo năm 1397, mất hiệu lực vào năm 1399; tạo lần 2 vào năm 1442, mất hiệu lực vào năm 1461), Hầu tước xứ Somerset (tạo năm 1397, mất hiệu lực vào năm 1399), Bá tước xứ Dorset (tạo năm 1441, mất hiệu lực vào năm 1461), Tử tước xứ Rochester (tạo năm 1611, mất hiệu lực vào năm 1645), Tử tước Beauchamp xứ Hache (tạo năm 1536, mất hiệu lực vào năm 1552), Bá tước xứ Hertford (tạo 1537, mất hiệu lực vào năm 1552; và tạo lần 2 vào năm 1559, mất hiệu lực vào năm 1750), Hầu tước xứ Hertford (tạo ra năm 1640, mất hiệu lực vào năm 1675), Nam tước Seymour xứ Trowbridge (tạo ra năm 1641, mất hiệu lực vào năm 1750), Nam tước xứ Percy (tạo ra năm 1722, mất hiệu lực vào năm 1750), Nam tước xứ Cockermouth (tạo ra năm 1749, mất hiệu lực vào năm 1750), Bá tước xứ Egremont (tạo ra năm 1749, mất hiệu lực năm 1750), và Bá tước xứ St. Maur (tạo ra năm 1863, mất hiệu lực vào năm 1885).
Nơi ở của gia đình Công tước xứ Somerset là Nhà Bradley, Maiden Bradley, Wiltshire. Ngoài ra còn có một tài sản thứ cấp tại Lâu đài Berry Pomeroy, Totnes, Devon. Nơi chôn cất chính của gia tộc Seymour ngày nay là Nhà thờ Các Thánh, Maiden Bradley, liền kề với Nhà Bradley; Có thể đến nhà thờ và nghĩa trang gia đình từ khuôn viên của Nhà Bradley bằng lối đi riêng.

## Tước hiệu lần đầu được tạo ra
William de Mohun (?-1155) là người được Hoàng hậu Matilda yêu mến và cũng là người trung thành hết lòng với bà trong cuộc chiến chống lại Vua Stephen, vì thế mà hoàng hậu đã ban tặng tước hiệu Bá tước xứ Somerset cho William de Mohun vào năm 1141. Tước hiệu này không được Vau Stephen và cả Henry II của Anh (con trai của Matilda) công nhận, và con cháu của ông cũng không sử dụng tước hiệu này.

## Tước hiệu được trao cho gia tộc Beaufort
John Beaufort (1371/1373–1410) là con trai cả của John của Gaunt và Katherine Swynford. Ông được tao danh hiệu Bá tước xứ Somerset vào ngày 10/02/1397; vào ngày 09/09/1397, sau khi kết hôn với Margaret Holland, con gái của Thomas Holland, Bá tước thứ 2 của Kent, ông được nâng lên thành Hầu tước xứ Somerset, và vài tuần sau vào ngày 29/09/1397, ông được phong thêm tước vị Hầu tước xứ Dorset. Tuy nhiên, vào năm 1399, khi Henry IV của Anh lên ngôi, hai tước vị của ông đã bị thu hồi.
John Beaufort được con trai mình là Henry Beaufort (1401–1418) kế vị làm Bá tước Somerset, nhưng cái chết sớm của ông để lại ngôi vị bá tước cho người em trai là John Beaufort (1404–1444). Ông được phong làm Công tước xứ Somerset và Bá tước xứ Kendal vào ngày 28/08/1443 và mất chưa đầy 1 năm sau đó vào ngày 27/05/1444, có lẽ do tự sát. Vì không có người thừa kế nam nên các tước hiệu Công tước Somerset và Bá tước Kendal bị bãi bỏ.
Danh hiệu Bá tước Somerset được truyền cho em trai của ông là Edmund Beaufort, Bá tước Mortain (c.1406–1455). Edmund đã được trao tước vị Bá tước xứ Dorset vào ngày 18/08/1442 và được nâng lên thành Hầu tước xứ Dorset vào ngày 24/06/1443. Ông được trao tước vị Công tước của Somerset vào ngày 31/03/1448, đây lần tạo mới thứ 2 của tước vị này, chứ không phải được thừa kế. Vì thế ông thường được gọi là Công tước Somerset thứ 2.
Vị công tước thứ hai bị giết trong Trận St Albans lần thứ nhất vào ngày 22/05/1455 và tước vị được truyền cho con trai của ông là Henry Beaufort (1436–1464), người được gọi là Bá tước Dorset kể từ khi cha ông được trao tước vị Công tước Somerset. Sau thất bại trong trận Towton vào ngày 29/03/1461, ông chạy sang Scotland và đã bị hoàng gia tuyên bố tịch thu tất cả tước vị và tài sản vào ngày 04/11/1461. Các tước vị của ông đã được khôi phục cho ông vào ngày 10/03/1463, nhưng một lần nữa ông lại chạy trốn sau trận Haxham, nhưng lần này ông bị bắt và bị xử chém vào ngày 15/05/1464.
Ông chưa kết hôn nhưng con trai ngoài giá thú của ông là Charles Somerset đã được phong Bá tước xứ Worcester. Các tước hiệu của Henry đã bị tước bỏ bởi đạo luật của Nghị viện; nhưng em trai của ông là Edmund Beaufort(1439–1471) được phong Công tước Somerset bởi Nhà Lancaster. Sau Trận Tewkesbury vào ngày 04/05/1471, ông bỏ trốn và trú ẩn tại Tu viện Tewkesbury. Ông bị chặt đầu bởi những người ủng hộ Nhà York, và thi hài của ông được chôn cất trong nhà thờ của tu viện. Sau khi ông qua đời, Nhà Beaufort đã bị tuyệt tự dòng nam.

## Tước vị được tạo ra cho thành viên hoàng gia
Năm 1499, Henry VII của Anh đã trao tước vị Công tước Somerset cho người con trai mới sinh của mình là Edmund trong lễ rửa tội, nhưng đứa trẻ chỉ hơn một tuổi thì qua đời.
Con trai ngoài giá thú của Henry VIII là Henry Fitzroy, (1519–1536), được trao danh hiệu Bá tước xứ Nottingham, và Công tước xứ Richmond và Somerset vào ngày 18/06/1525. Ông qua đời vào ngày 22/07/1536 mà không có con thừa kế, nên tước vị của ông đã bị bãi bỏ.

## Bá tước Somerset dưới thời James I của Anh
Robert Carr (1590–1645), tên khai sinh là Kerr/Ker, con trai của Thomas Ker của Ferniehirst, trở thành cận thần của Vua James I của Anh. Vào ngày 25/03/1611, ông được phong làm Tử tước xứ Rochester, và sau đó là ủy viên hội đồng cơ mật. Sau cái chết của Lãnh chúa Salisbury vào năm 1612, ông được bổ nhiệm làm thư ký của nhà vua. Vào ngày 03/11/1613, ông được trao danh hiệu Bá tước Somerset. Ông mất vào tháng 07/1645, do chỉ có một con gái nên tước vị đã bị thu hồi.